# وادوماریوس

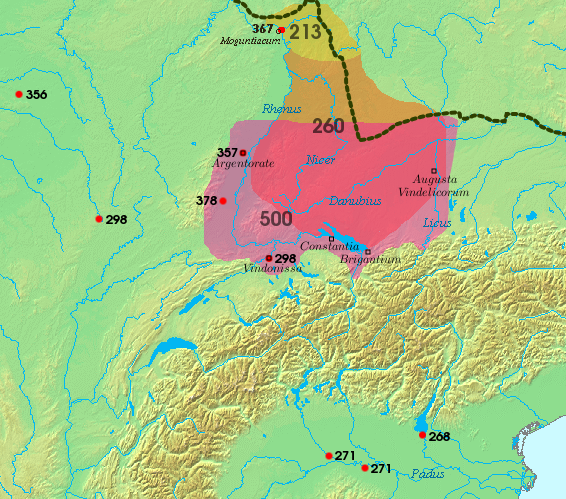
منطقه سکونت گاه آلامانیان و مکان های نبرد رومی-آلامانی، قرن سوم تا ششم

وادوماریوس (به آلمانی: Vadomar) یک پادشاه آلامانی و ژنرال رومی بود که با برادرش گوندومادوس قدرت را به اشتراک گذاشت . وادوماریوس و برادرش پس از برانگیختن یک لشکرکشی بلاتکلیف در گال علیه رومیان، در سال ۳۵۶ پس از میلاد با امپراتور روم کنستانتیوس دوم قراردادی امضا کردند. وادوماریوس با تشویق کنستانسیوس دوم، نیروهای آلامانی خود را در حمله به ژولیان (سزار کنستانتیوس که علیه حکومت او قیام کرده بود) به کار گرفت. سپس وادوماریوس با ژولیان قراردادی منعقد کرد و پس از آن، تلاش ناموفقی برای ایفای نقش دو شخصیت رومی در مقابل یکدیگر داشت. هنگامی که ژولیان از این موضوع مطلع شد، وادوماریوس را دستگیر کرد و به هیسپانیا تبعید کرد. پسرش ویتیکابیوس جانشین او شد. بعدها، وادوماریوس با امپراطوران ژوویان و والنس با روم متحد شد و نیروهای خود را علیه پروکوپیوس غاصب رهبری کرد و از طرف روم با ایرانیان جنگید.
زندگی وادوماریوس توسط مورخ رومی آمیانوس مارسلینوس به بهترین وجه مستند شده است. بر اساس نوشته‌های او، کنستانتیوس دوم صراحتاً به ولنتیا رفت تا علیه وادوماریوس و گوندومادوس که نیروهایشان بخش‌هایی از گل را ویران می‌کردند، جنگ کند.  در سال ۳۵۶ وادوماریوس و برادرش گوندومادوس پس از شکست در نبرد در برابر امپراتور کنستانتیوس دوم، قرارداد صلحی با رومیان منعقد کردند. 

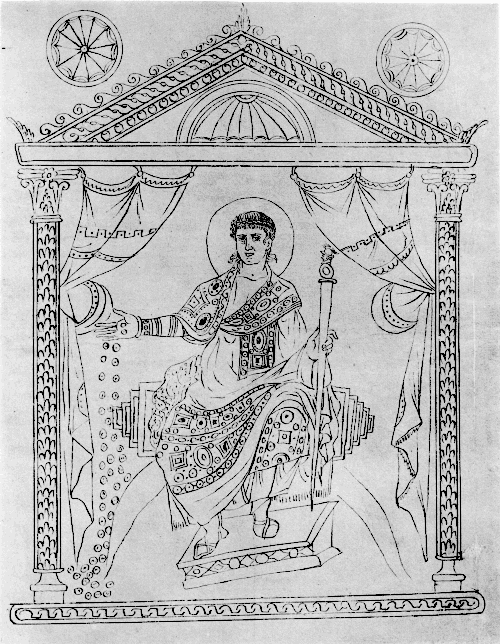
امپراتور کنستانتیوس دوم (حکومت ۳۳۷-۶۱)، پسر عموی و مافوق ژولیان. یکی از سه پسر و جانشین کنستانتین یکم بزرگ ، او از دو برادرش جان سالم به در برد تا در سال ۳۵۰ امپراتور یگانه شود. او مانند اکثر امپراتوران مسیحی آن دوره با هاله به تصویر کشیده شده است. پرتره روی نسخه خطی گاه نگاری ۳۵۴ رم

پس از کشته شدن گاندومادوس خیانتکارانه توسط مردم خود در سال ۳۵۷ آلامانیان خود را تحت رهبری وادوماریوس متحد کردند، در حالی که متحد کنستانتیوس دوم باقی ماندند.   قدرت رسیدن ژولیان و تصمیم وادوماریوس برای ایستادن در کنار کنستانتیوس دوم احتمالاً نتیجه ارعاب بود که متعاقباً منجر به پیوستن و رهبری ائتلاف آلامانی در سال ۳۵۷ پس از میلاد برای مبارزه با دیگر قبایل آلامانی در طول نبرد استراسبورگ شد.  شواهد این امر از این واقعیت ناشی می‌شود که او به عنوان مأمور کنستانتیوس دوم در حل آشفتگی‌های پس از نبرد به فعالیت خود ادامه داد - در عین حال، او همچنین جولیان را زیر نظر داشت.  در این رابطه، مورخ جان اف. درینکواتر استدلال می کند که «وادوماریوس را باید رومی دانست».  کنستانسیوس دوم حتی به وادوماریوس و آلامانیان حق سکونت در کرانه غربی رود راین را اعطا کرد.  کنستانسیوس دوم که به دنبال استفاده از آلامانی‌ها علیه ژولیان مرتد بود، سپس آلامانی‌های ژرمن را تحریک کرد تا به رقیب قبلی خود در شرق لشکرکشی کنند و با آنها اعتماد کنند.  با این حال، قدرت نظامی جولیان بیشتر از حد انتظار بود و در سال ۳۵۹ او با نیروهای خود از راین در نزدیکی ماینز عبور کرد و دشمنان خود را پراکنده کرد. پس از آن او با پادشاهان آلامانی وادوماریوس، مکریان ، هاریوبادس ، اوریوس ، اورسیسینوس و وسترالپوس قراردادهای صلح منعقد کرد. 